# March (Anglaterra)
March és una ciutat de l'est d'Anglaterra, situada a la regió històrica anomenada Illa d'Ely, una zona d'aiguamolls. Administrativament pertany al comtat de Cambridgeshire, anteriorment va ser la capital del districte (1889 - 1965). Va tenir un port important a la riba del riu Nene, que va ser important per crear una economia basada en el comerç, però actualment només es fa servir per embarcacions d'esbarjo.

## Geografia

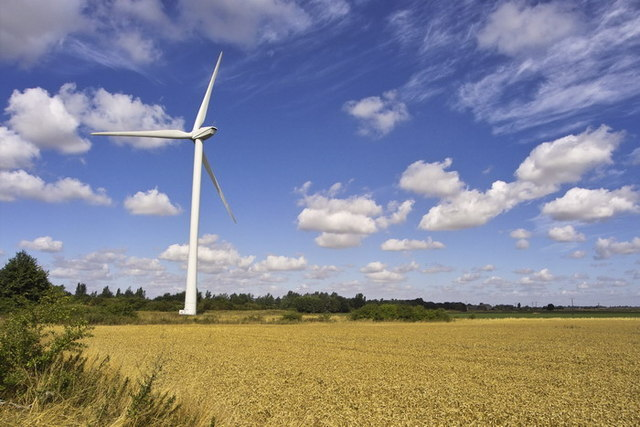
Aerogenerador una mica al nord del centre ciutat.

Com moltes ciutats de la zona anomenada Fenlands, va ser una illa envoltada d'aiguamolls, la segona més gran d'aquest territori. Quan es va fer l'assecament de les terres, March va créixer en prosperitat com a centre comercial i religiós. Va tenir un port important quan el riu Nene tenia un altre traçat i era navegable. A la zona abunden roques d'origen marí.

## Història
Quan March era una illa estava dividida en dos assentaments, Merche i Mercheford, separats per un canal dels molts que formava el riu Nene abans d'arribar a la desembocadura. L'actual ciutat probablement deu el seu origen al gual per travessar aquest riu, el qual enllaçava Ely i Wisbech, les dues ciutats principals de l'illa d'Ely. March formava part del traçat d'una via romana, que s'anomena Fen Causeway i s'han trobat restes romanes en un indret anomenat Grandford House. L'atracament de vaixells a March va portar prosperitat, activitat que va decaure amb l'arribada de la línia de ferrocarril al segle xix.
L'any 1850 es va construir un pont per travessar el riu, fet d'una sola arcada. El carrer major, High Street, segueix per aquest pont fins al carrer Broad Street cap a la riba nord del Nene, on l'antiga via romana (Causeway) està vorejada per oms i altres arbres.

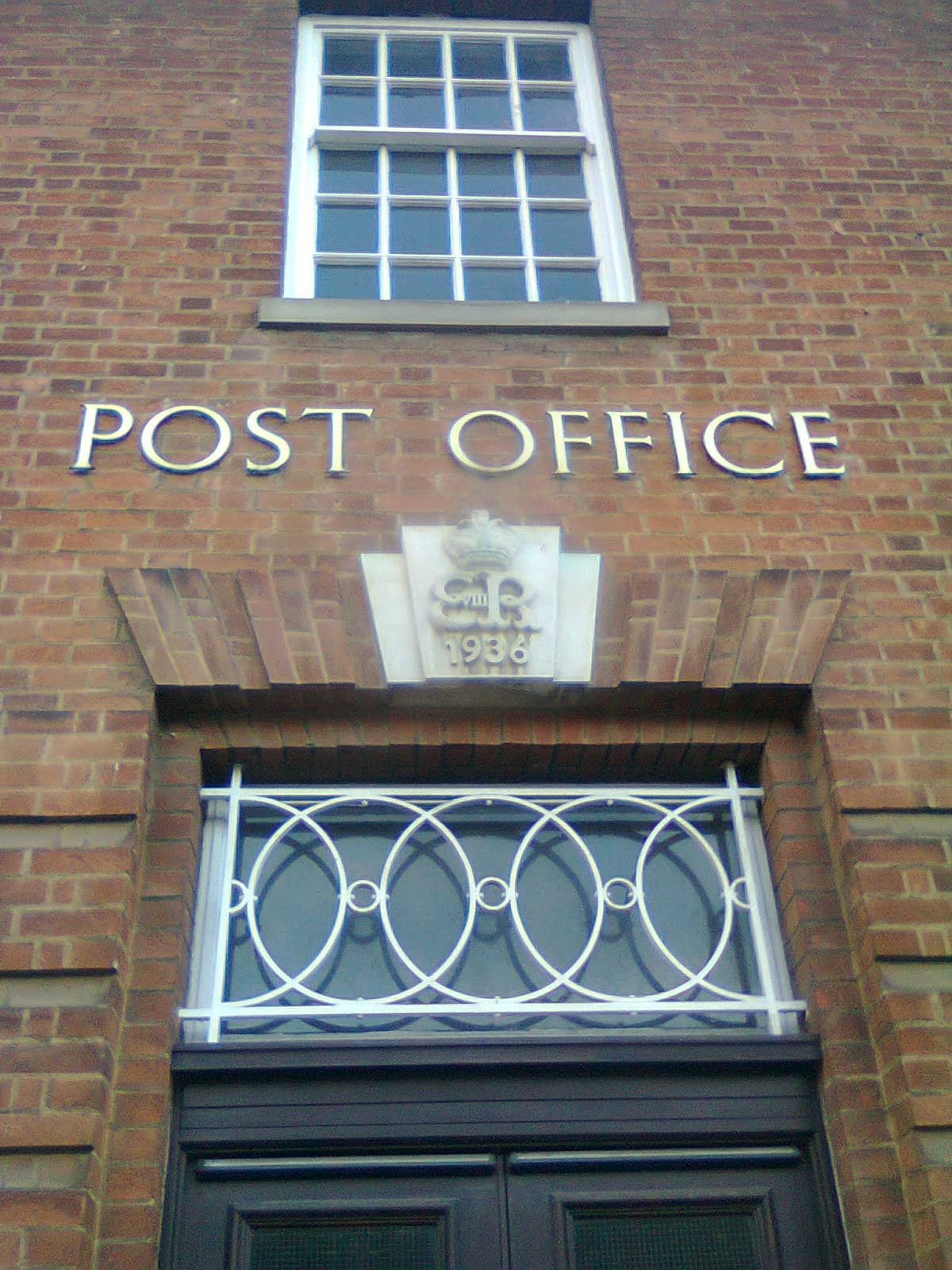
L'edifici de correus, l'únic d'Anglaterra amb una inscripció del regnat d'Eduard VIII.

Amb la llei de salut pública del 1848, que va sorgir arran d'una epidèmia de còlera generalitzada al país, es va crear el 1851 la figura del Local Board of Health a March, una autoritat amb competències en subministrament d'aigua potable, clavegueram, neteja de carrers i control d'escorxadors. L'any 1894 la ciutat va passar a ser la capital d'un districte urbà, administrada per un consell de 12 membres. En aquesta època la companyia March Gas and Coke Co. Limited va proveir instal·lacions de gas natural per a l'enllumenat. El 1884, l'empresa Wisbech Water Works Company, va fer les obres per portar aigua potable a través d'un conducte des de Wisbech, a 16 km.
March va quedar dividida per llei del 1847 —desenvolupada el 1856— en quatre parròquies eclesiàstiques, sorgides de l'anterior parròquia de Doddington que incloïa aquestes i tres més.
Està dividida en tres parròquies civils, que en total sumen una àrea de 19.669 acres e terra més 108 d'aigua. La població el 1891 era de 6.988 habitants.
| Parròquies civils | acres | habitants (1891) |
| ----------------- | ----- | ---------------- |
| St Mary           | 7.143 | 3.685            |
| St John           | 3.485 | 634              |
| St Peeter         | 4.072 | 972              |

El 1991 es va inaugurar una presó al nord-oest de la ciutat, és de màxima seguretat i té una capacitat per allotjar uns 500 reclusos homes, de les categories A i B.

## Ciutat comercial

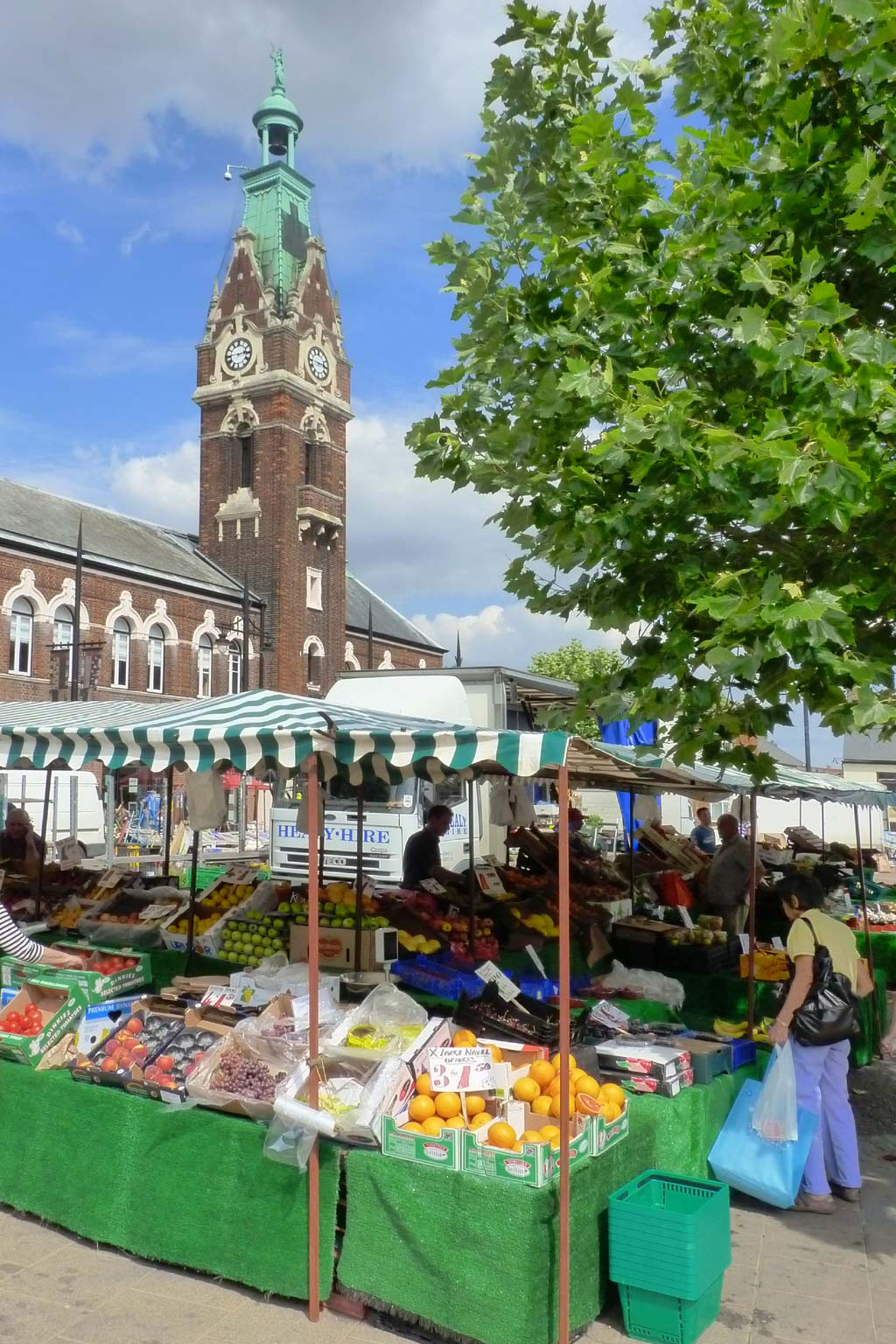
Torre de l'ajuntament i plaça del mercat.

ja en l'època d'Elisabet I hi havia a March tradició mercantil. L'any 1566 vuit vaixells, amb capacitat de carregar la mercaderia d'una barca i mitja o dos carros plens, es feien servir per a transportar carbó o gra. El 1657 l'historiador Dugdale va ser testimoni també del comerç de carbó i altres articles que desembarcaven a March. Hi ha constància que els empresaris locals encunyaven moneda pròpia el 1669, probablement de coure, i el 1811 xelins de plata.
Antigament el mercat es feia al centre de la ciutat vella, en una esplanada al costat del Causeway. Aquest lloc està marcat amb una fita de pedra (The Stone Cross) que es va erigir al segle xvi, era un lloc molt proper a l'església de Santa Wendreda.
El 1669 la ciutat va fer petició d'una carta de llibertats al rei Carles II i aquest va concedir el 1670 que el lord de Doddington el dret a organitzar dues fires anuals, a més de controlar el mercat que es faria cada divendres. Aquesta decisió no va agradar a l'associació d'empresaris de l'illa, la Wisbech Corporation. Aquest senyor, que era propietari d'una gran part de les terres de March, va donar un permís especial a la gent de la ciutat per a vendre els seus productes en una parcel·la que ell tenia al centre de la ciutat. Aquest indret que ara es diu Market Place, es deia llavors Bridge Green Common i també Market Hill.
L'any 1785 es va fixar la taxa de mercat en 6 lliures per any. Poc després d'això sembla que el mercat va anar en declivi, però encara es mantenien les fires. La causa del declivi era que coincidia amb el dia de mercat d'altres poblacions veïnes que estaven dotades d'aixopluc.
El 1807 el comitè nacional d'assumptes eclesiàstics (Vestry) va decidir que, per raons d'higiene, els mercaders no podien ocupar el lloc del mercat amb taulons, caixes i espais d'abocament de deixalles, que va prohibir. Va ser una època difícil i va estar a punt de desaparèixer. El 1831 es va erigir un mercat cobert, que van anomenar (Butter Cross). En aquest edifici també es va instal·lar un servei de bombers i, al pis de dalt, una escola (Clock House School) i l'oficina de l'alcaldia (Town Surveyor's Office). Aquesta oficina tenia una torre amb un rellotge, comprat amb diners públics el 1750, i visible des de l'exterior, més una campana per avisar la població en cas d'incendis. En posteriors remodelacions aquest rellotge va anar a parar a l'església de St Peter. Les parades del mercat es van traslladar al tradicional Market Place, a l'aire lliure. Els locals del Butter Cross es van donar per a reunions de cristians que no estaven d'acord amb la religió oficial i no volien participar de la missa en les esglésies.
La manca d'un edifici de mercat va ser solucionat per sir Henry Peyton, que era llavors el senyor de Doddington. El seu edifici tenia només 12 m de llarg per 5,2 m d'ample, amb capacitat per 14 parades a cobert.
Després de l'arribada del ferrocarril el 1847 es va fer una ampliació. El 1851 es deia que l'activitat mercantil anava millorant i es va donar una subvenció de £150 per als venedors més pobres. El desembre del 1856 es va canviar el dia de mercat, que va passar als dimecres, per no coincidir amb el mercat d'altres poblacions. En canvi la taxa va tenir encara un preu molt alt £10.
L'any 1872 el comitè de salut va comprar una màquina de vapor Shand and Mason, que es va instal·lar a l'edifici del mercat. El mateix any es va construir uns urinaris públics, però no es van fer lavabos tancats.
Es deia que l'encarregat del mercat l'any 1888, recaptava 50 lliures a l'any, tot i que no hi ha ca registre que ho demostri. La prosperitat del mercat anava fluctuant al llarg dels anys. El 1887,amb motiu del jubileu de la reina, l'associació d'empresaris locals va provar de comprar el mercar i els seus drets, però no els va ser concedit. Tanmateix, el 1897, sir Algernon Peyton va vendre els seus drets al Consell del Districte Urbà de March, el preu va ser £800. En aquell moment el mercat estava subarrendat a F. B. Phillips, que va cedir els seus drets a canvi de rebre els beneficis de la recaptació durant un any, sense cap càrrega fiscal.
Els drets del mercat van passar el 1974 a la nova administració territorial, el Consell del districte de Fenland.

## L'església de santa Wendreda

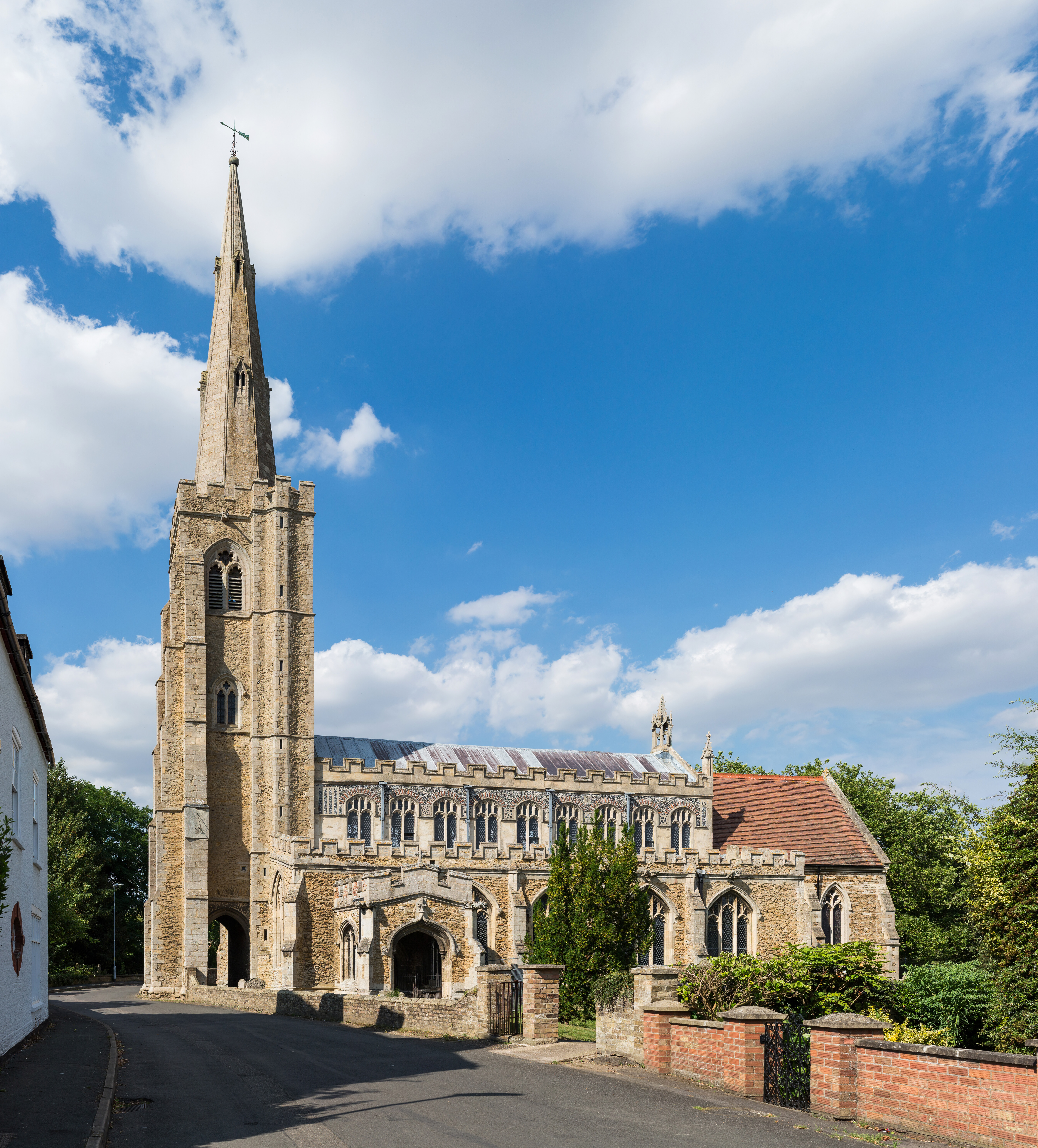
Església de santa Wendreda

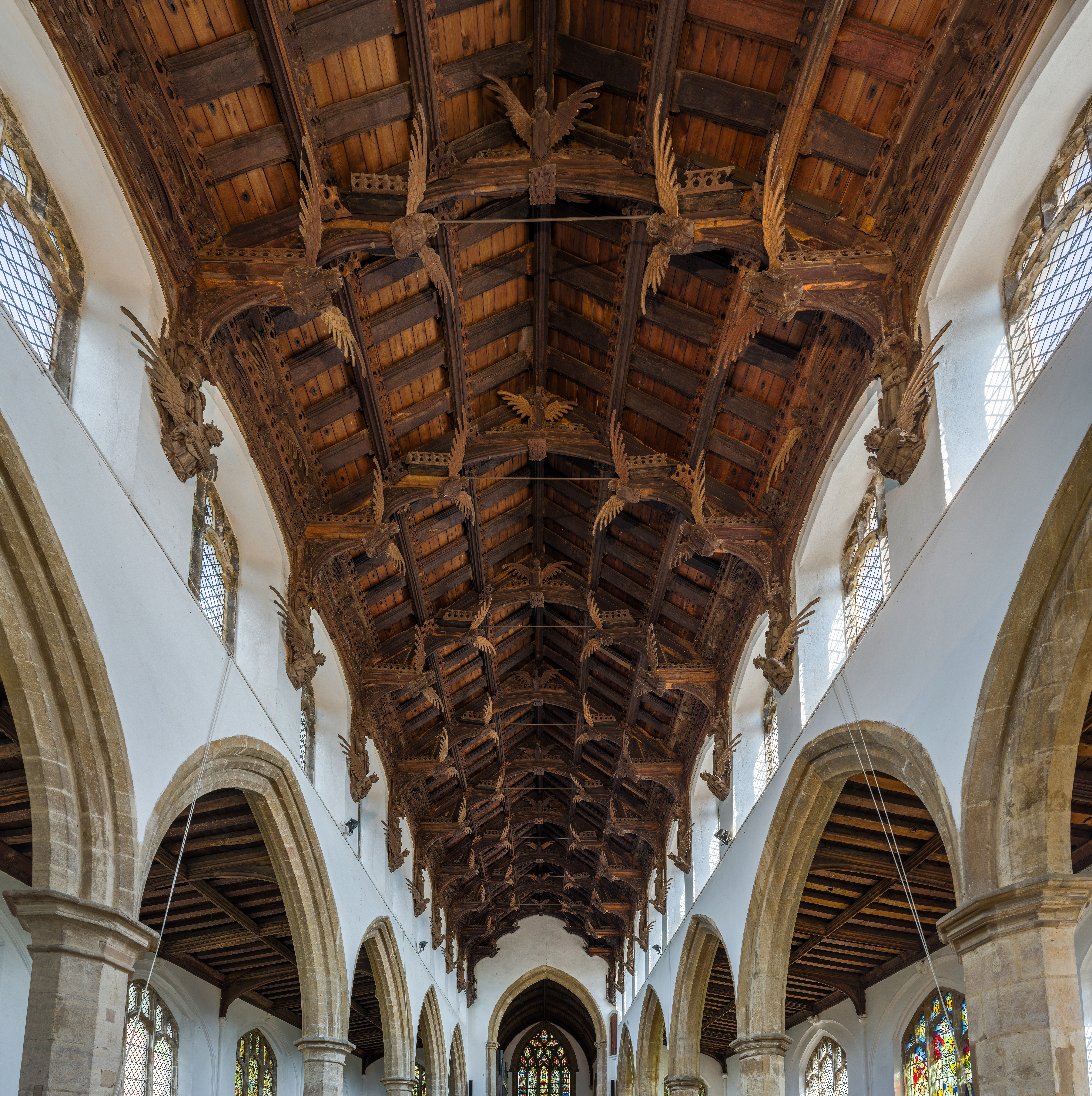
Sostre de l'església.

Aquesta és l'única església coneguda al món que estigui dedicada a santa Wendreda. Va ser una dona anglosaxona del segle vii, suposadament filla de la reina Anna de l'Ànglia Oriental, i assassinada el 654 pels vikings (per tant declarada màrtir). La reina Anna va ser una de les primeres monarques cristianes d'East Anglia, dues de les seves germanes, Etheldreda i Sexburgha, van ser abadesses d'Ely i Minster-in-Sheppey respectivament.
Les relíquies de la santa estan en una urna d'or a la catedral d'Ely Cathedral, des d'on van ser portades el 1016 al camp de batalla perquè portessin bona sort a Edmund II, el fill del rei Etelred l'Indecís. Però en la batalla d'Assandun, l'exèrcit de canut el Gran les va capturar i les va portar a la catedral de Canterbury. El 1343 les relíquies van tornar a March, però es desconeix en quin lloc exacte estan.
L'església és famosa pel seu sostre que imita la forma de la teulada, a dues aigües, i amb escultures de 120 àngels de fusta; una de les millors del seu estil.
En l'època victoriana, la població s'havia expandit i es va encarregar a Thomas Henry Wyatt, president de la RIBA, la construcció de tres esglésies en diferents barris perquè estiguessin més properes a on vivia la gent. Es van dedicar a sant Joan, sant Pere i la Mare de Déu.

## La cursaMarch March
Anomenada "March March march" es va fer una cursa des del 1979 fins al 2012, en què participaven estudiants i professors universitaris. Es feia anualment durant el mes de març i el recorregut anava des de March fins a Cambridge. El nom de l'esdeveniment té tres vegades la mateixa paraula pel següent motiu: March és el municipi de sortida; March, en anglès vol dir març; i march vol dir també «marxa, desfilada, caminada, cursa».

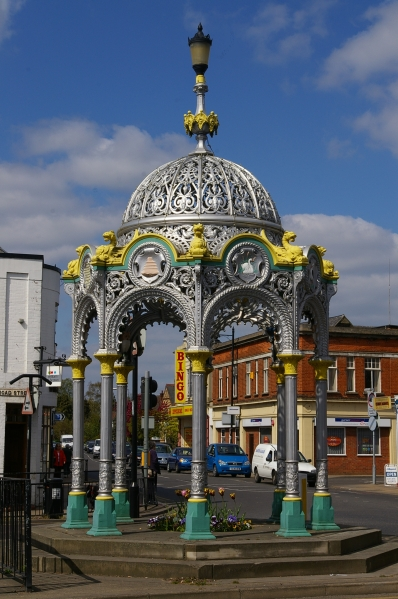
Font del 1911 que commemora la coronació de Jordi V.

## El museu
March té un museu, situat a High Street. Ocupa l'edifici que a ser anteriorment una escola per a noies, construïda en la dècada del 1850. L'edifici va ser comprat per l'ajuntament el 1976 i el museu es va obrir el 1977.
Conté informació i objectes de la història de la ciutat i de les viles de la rodalia. entre aquests objectes es pot veure una antiga cara exterior del rellotge que hi ha a l'església de St Mary, i una gran col·lecció de càmeres.

## Ferrocarrils
March és un important encreuament de línies de ferrocarril, les de la companyia Great Eastern Railway i les de la Great Northern Railway. 'estació està a 142 km de Londres, per ferrocarril, a 47 km al nord de Cambridge, a 23 km al nord-oest d'Ely i a 14 km al sud de Wisbech.
Els hangars, construïts entre 1920 i 1930, van ser al seu temps els segons més grans d'Europa i els més gran del Regne Unit. Durant la dècada del 1960 van entrar en fase de desús i el 1990 van tancar. La presó de Whitemoor es va construir en part d'aquests terrenys. les restants 44 hectàrees han passat a una regeneració natural, amb la possibilitat d'esdevenir amb el temps un parc públic. A més, adjacent a aquest lloc, s'hi van construir fileres de cases. Tanmateix, el 2002, el Network Rail va detectar la necessitat d'establir en aquest lloc un dipòsit de subministrament d'aigua, ja que encara hi ha trens que funcionen amb carbó i màquines de vapor.

## Economia
En l'actualitat March encara és una ciutat comercial però més en el sentit de tenir botigues de grans companyies, encara que el mercat de parades també es manté.
La major part dels llocs de treball tenen a veure amb la presó i amb diverses fàbriques de processament d'aliments.